# Robert Buser
Robert Buser (6. října 1857 Aarau – 29. března 1931 Ženeva) byl švýcarský botanik.

## Život a kariéra
Robert Buser studoval od roku 1877 na univerzitě v Curychu. Mezi lety 1884 a 1924 byl konzervátorem herbáře de Candolleho v Ženevě. Roku 1897, ve věku čtyřiceti let, se oženil s Charlottou Henriettou Adèlou Testuzovou. Před koncem života oslepl.
Hlavní oblastí jeho zájmu byl rod kontryhel (Alchemilla), mnoho zástupců také poprvé popsal. Mezi jinými:
- kontryhel měkký (Alchemilla mollis Buser)
- Alchemilla filicaulis Buser
- Alchemilla colorata Buser
- Alchemilla obscura Buser
- Alchemilla heteropoda Buser

Zabýval se také rody mochna (Potentilla L.), růže (Rosa L.), pochybek (Androsace L.), zvonek (Campanula L.) a vrba (Salix L.)
Byl po něm pojmenován rod Buseria z čeledi mořenovité (Rubiaceae).